# Mark Engel
Pour les articles homonymes, voir Engel.
Mark Engel, né le 1er octobre 1991 à Folsom, est un skieur alpin américain, spécialiste du slalom.

## Carrière
Membre de la Sugar Bowl Academy depuis l'âge de onze ans, il est également musicien en dehors du sport, ayant signé avec le label Sweet Salt Records.
Il prend part à ses premières compétitions nationales junior en 2007, où il remporte deux courses. Engel fait ses débuts dans la Coupe nord-américaine en 2011 et monte sur son premier podium en fin d'année 2012 lors d'un super combiné.
Il fait ses débuts en Coupe du monde en 2014 à Kitzbühel (super G), puis gagne le titre NCAA du slalom géant, représentant l'université de l'Utah. Lors de la saison 2014-2015, il prend part aux courses de la Coupe d'Europe, montant sur son premier podium sur un slalom et quelques manches de la Coupe du monde.
En janvier 2017, lors du slalom de Zagreb, il réalise le troisième temps de la première manche, mais abandonne lors de la seconde manche. Peu après, il marque ses premiers points en terminant 24e du slalom d'Adelboden. Il est ensuite sélectionné pour les Championnats du monde de Saint-Moritz, où il est 34e du slalom.
En 2018, il est présent aux Jeux olympiques de Pyeongchang, se classant 31e du slalom. Il finit sa saison avec une 19e place au slalom de Kranjska Gora, soit son unique placement dans le top vingt en Coupe du monde. l'Américain prend sa retraite sportive à l'issue de la saison 2018-2019.

## Palmarès

### Jeux olympiques d'hiver
| Épreuve / Édition | Pyeongchang 2018 |
| Slalom            | 31e              |

### Championnats du monde
| Épreuve / Édition | Saint-Moritz 2017 |
| Slalom            | 34e               |

### Coupe du monde
- Meilleur classement général : 119e en 2018.
- Meilleur résultat : 19e.

#### Classements par saison
| Saison / Classement | Saison / Classement | Général | Général | Descente | Descente | Super G | Super G | Slalom géant | Slalom géant | Slalom | Slalom | Combiné | Combiné |
| ------------------- | ------------------- | ------- | ------- | -------- | -------- | ------- | ------- | ------------ | ------------ | ------ | ------ | ------- | ------- |
| Saison / Classement | Saison / Classement | Class.  | Points  | Class.   | Points   | Class.  | Points  | Class.       | Points       | Class. | Points | Class.  | Points  |
| 2017                | 2017                | 144e    | 7       | -        | -        | -       | -       | -            | -            | 54e    | 7      | -       | -       |
| 2018                | 2018                | 119e    | 19      | -        | -        | -       | -       | -            | -            | 38e    | 19     | -       | -       |

### Coupe nord-américaine
- Vainqueur du classement de slalom en 2018.
- 11 podiums, dont 4 victoires (en slalom).

### Coupe d'Europe
- 3 podiums.